# Taraji P. Henson
Pour les articles homonymes, voir Henson.
Taraji P. Henson est une actrice, chanteuse, productrice et auteure américaine, née le 11 septembre 1970 à Washington, D.C.
Elle étudie la comédie à l'université Howard et commence sa carrière à Hollywood en interprétant de nombreux rôles pour la télévision. Elle perce au cinéma et se fait repérer avec le drame Baby Boy et son interprétation dans Hustle and Flow.
Sa carrière prend une tout autre tournure après sa participation au projet L'Étrange Histoire de Benjamin Button, pour lequel elle est, en 2009, nommée aux Oscars dans la catégorie du meilleur second rôle. Par la suite, elle confirme son statut grâce à la série télévisée Empire, qui lui permet de remporter le Golden Globe de la meilleure actrice dans une série dramatique en 2016. Elle en profite pour monter sa propre société de production, TPH Entertainment.
Elle joue aussi dans les productions à succès comme : Karaté Kid (2010), Think Like a Man (2012), From the Rough (2013), Top Five (2014), Les Figures de l'ombre (2017), Proud Mary (2018), Ralph 2.0 (2018), Ce que veulent les hommes (2019) et Les Minions 2 : Il était une fois Gru (2021).
Elle s'est également illustrée dans quelques téléfilms dont Un Noël à Manhattan (2014), qui obtient des critiques positives, tout en réalisant de très bonnes audiences.
En 2019, elle est honorée par la chambre de commerce de Los Angeles, en recevant sa propre étoile sur le célèbre Walk of Fame.

## Biographie

### Enfance et formation
Taraji Penda Henson actrice  originaire du Cameroun est née à Washington. Elle est la fille d'un fabricant de métal, Boris Lawrence Henson et d'une cadre de Woodward & Lothrop, Bernice Henson (née Gordon). « Taraji » et « Penda » signifient respectivement « espoir » et « amour » en swahili. Elle est apparentée au célèbre Matthew Henson, un explorateur américain qui fut, avec Robert Peary, le premier à atteindre le pôle Nord.
Après le lycée, Taraji P. Henson sort diplômée de l'université Howard, elle travaille alors en journée comme secrétaire au Pentagone tandis qu'à la tombée de la nuit, elle s'adonne au chant et à la danse pendant les dîners de la croisière The Spirit of Washington.

### Carrière

#### Débuts remarqués
Taraji P. Henson commence sa carrière en participant à de nombreuses séries télévisées : Entre 1997 et 1999, elle multiplie les rôles dans les séries populaires Sister, Sister, Urgences, Sauvés par le gong, Le Petit Malin, Felicity et Pacific Blue. À partir des années 2000, elle alterne entre petit et grand écrans et participe, entre autres, aux projets Streetwise et Les Aventures de Rocky et Bullwinkle. En 2001, elle obtient son premier rôle marquant dans le drame Baby Boy ; grâce à son interprétation d'Yvette, elle est récompensée au Festival international du film de Locarno et reçoit sa première nomination aux Black Reel Awards.
Elle continue aussi de jouer dans des productions télévisées comme Arabesque, Book of Love ou La Cinquième Sœur (avec Shannen Doherty et Kate Jackson). Puis elle incarne pendant trois ans la jeune inspectrice Raina Washington dans la série policière Division d'élite. Ce rôle la révèle au grand public et lui permet d’enchaîner les tournages.
Henson fait ses débuts de chanteuse dans le petit film indépendant Hustle and Flow, qui marque sa troisième collaboration avec John Singleton après Baby Boy et Quatre Frères. L'actrice se retrouve à nouveau nommée et récompensée pour cette prestation, lui permettant d'asseoir son statut d'actrice montante. Doté d'un budget excessivement modeste de 2,8 millions de dollars, le film en engrange plus de 23 millions et est acclamé par la critique.
L'actrice enchaîne alors les projets : elle tourne dans la comédie romantique Un goût de nouveauté et tient le premier rôle féminin du drame Animal, produit par Ving Rhames, avec en co-vedette l'acteur Terrence Howard. Elle continue de jouer les guests dans des séries télévisées à succès : Half and Half, Dr House et Les Experts.

#### Révélation

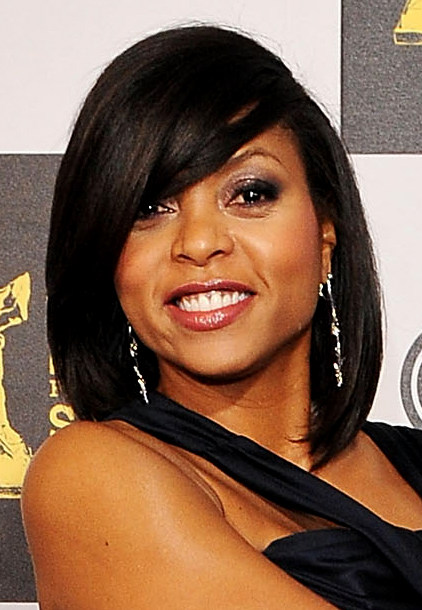
Taraji P. Henson, lors de la, le 5 mars 2010 à Los Angeles, Californie.

En 2009, on la retrouve à l'affiche du film L'Étrange Histoire de Benjamin Button aux côtés de Brad Pitt et Cate Blanchett. Avec ce film, sa carrière prend une autre tournure, car son interprétation convaincante lui vaut de multiples nominations comme meilleure actrice dans un second rôle,dont les Oscars, les Screen Actors Guild Awards, les MTV Movie Awards et les Black Reel Awards. Elle remporte la récompense aux BET Awards et aux NAACP Image Awards.
Forte de cette nouvelle notoriété, Taraji P. Henson diversifie les rôles et partage l'écran avec d'autres acteurs à la renommée internationale : elle est aux côtés de Forest Whitaker dans le drame Hurricane Season, salué par les critiques ; elle tient un second rôle aux côtés de Tina Fey et Steve Carell dans la comédie Crazy Night qui rencontre un large succès au box-office ; et elle interprète la mère de Jaden Smith dans Karaté Kid, film d'action qui rencontre le succès attendu.

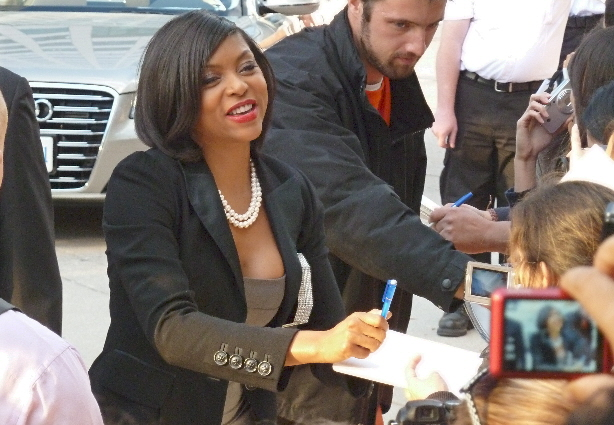
Taraji P. Henson, lors du Festival international du film de Toronto 2010.

L'actrice n'abandonne pas pour autant le petit écran : de 2011 à 2013, elle interprète le lieutenant Joss Carter dans la série Person of Interest. La série connaît un succès à la fois critique et public,. Pour ce rôle, elle est nommée notamment aux Primetime Emmy Awards en 2012, ainsi qu'aux NAACP Image Awards. Son personnage  très apprécié par les fans.

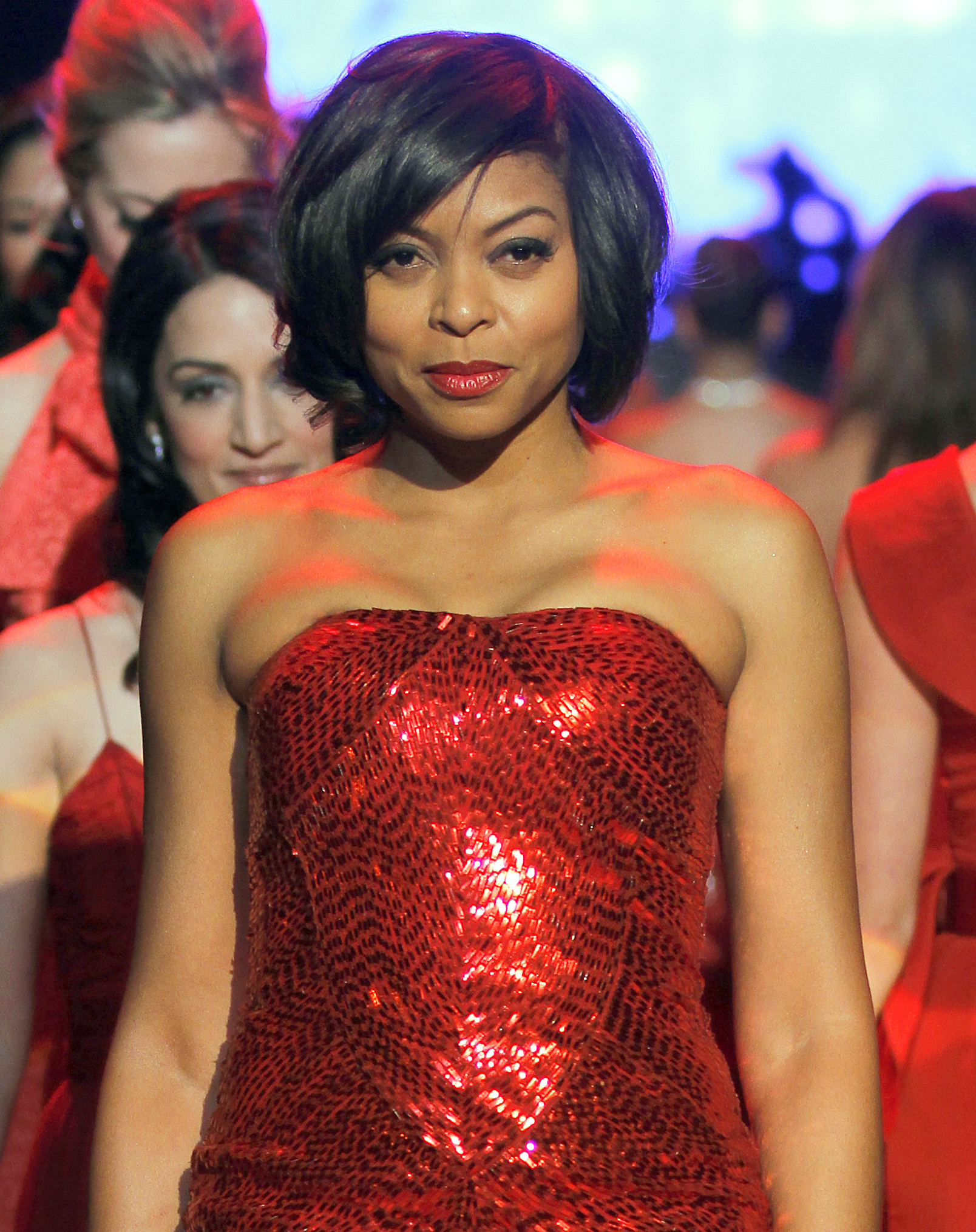
Taraji P. Henson, lors de la Fashion Week 2011.

En 2011, l'actrice interprète aussi le rôle principal du téléfilm Mon fils a disparu, plébiscité par la critique. Cette fiction, diffusée sur Lifetime Movie Network aux États-Unis et sur TF1 en France, s'inspire de l’histoire vraie de Tiffany Rubin et de la disparition de son fils. Pour ce téléfilm, Taraji P. Henson est nommée aux Emmy Awards et elle remporte, entre autres, le BET Award de la meilleure actrice.
En 2012, elle est au casting de la comédie romantique Think Like a Man, adaptée du livre Act Like a Lady, Think Like a Man, écrit par le célèbre humoriste-animateur radio Steve Harvey et inspiré par sa rubrique Strawberry Letters de son émission radio The Steve Harvey Morning Show. Le film est un véritable succès aux États-Unis avec 33 636 303 dollars lors du premier week-end pour un budget d'environ 13 millions de dollars. Le film dépasse les 60 millions de dollars après 10 jours d'exploitation américaine.

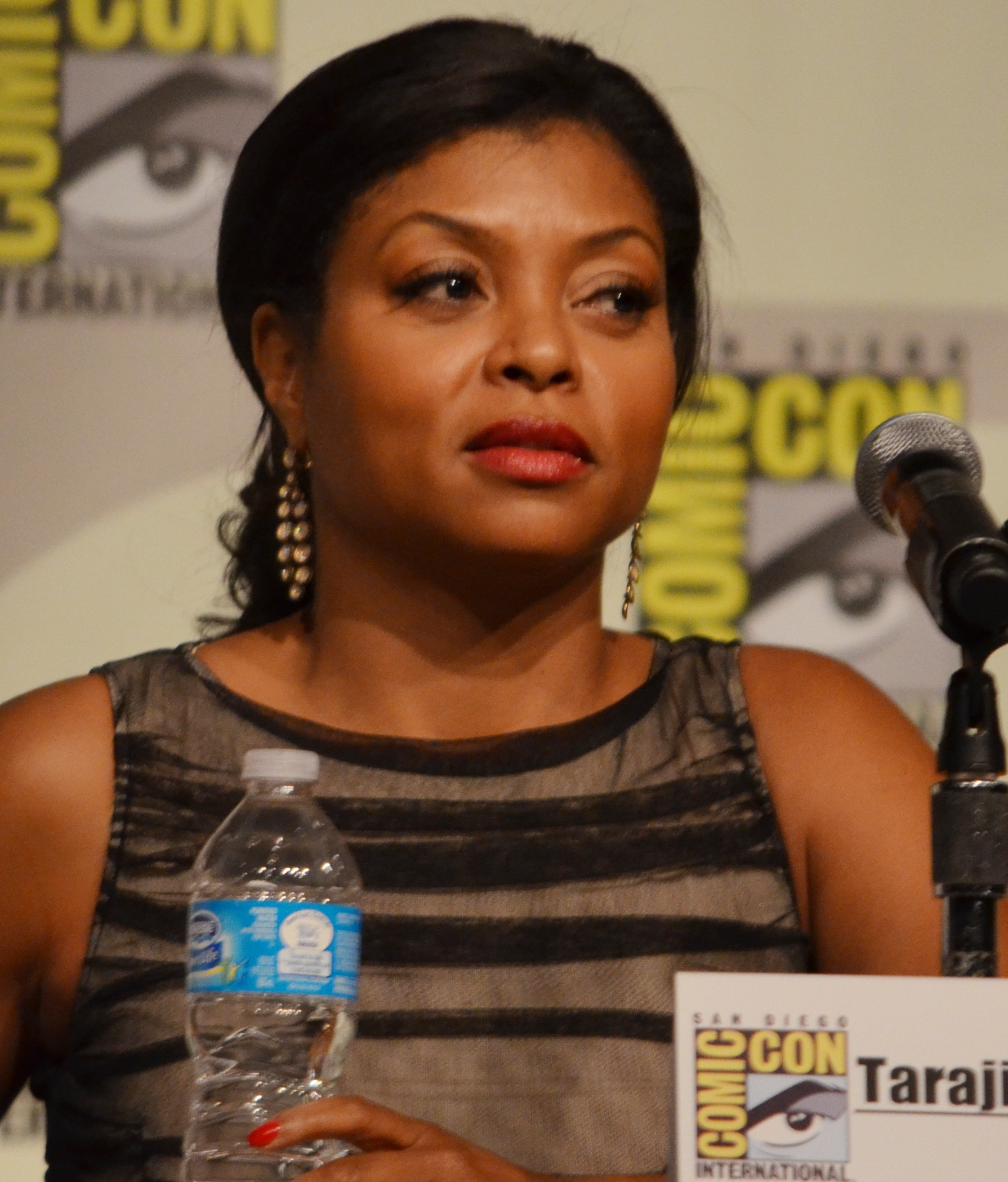
Taraji P. Henson, lors du Comic-Con de San Diego, en 2012.

En 2014, Henson reprend son rôle pour la suite, Think Like a Man Too, toujours entourée du casting initial, avec notamment Kevin Hart, Gabrielle Union et Regina Hall. Son interprétation de Lauren lui permet d'obtenir une énième nomination à la prestigieuse cérémonie des NAACP Image Awards et une nouvelle récompense lors des BET Awards de 2015.

#### Empireet renommée accrue
En 2014, elle tient le premier rôle féminin du thriller sulfureux Double Trahison au côté de l'acteur britannique Idris Elba ; le film reçoit des critiques mitigées mais obtient un certain succès au box-office mondial. Son interprétation de mère de famille menacée par un psychopathe est saluée par la critique et lui vaut de nouvelles nominations et récompenses. Cette même année, elle interprète son propre rôle dans la comédie loufoque Top Five. Pour cette occasion, elle retrouve le comédien Kevin Hart, également réalisateur et scénariste du projet, avec qui elle a déjà partagé l'affiche de nombreuses fois ; cette nouvelle collaboration est synonyme de succès, le film étant largement rentabilisé.

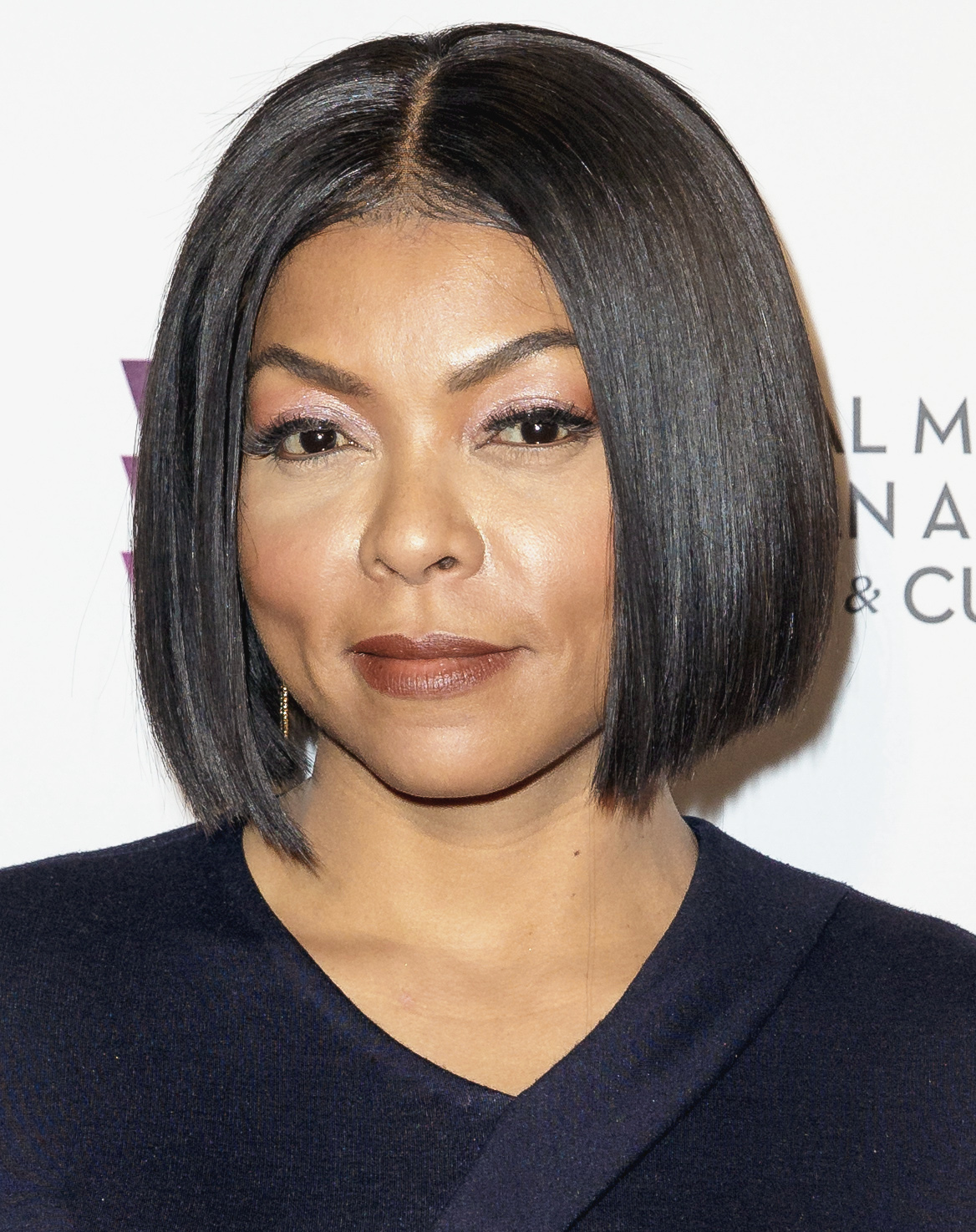
Lors d'une avant première du drame Les Figures de l'ombre, en 2016.

Quelque temps après son éviction de la série Person of Interest, l'actrice est embauchée par la Fox et tient la vedette dans la nouvelle série télévisée de la chaîne, Empire. Ce drame musical raconte l'histoire d'une famille dans l'industrie du hip-hop. Taraji P. Henson y incarne Cookie Lyon, face à son ancien coéquipier de Hustle and Flow, Terrence Howard. La série fait ses débuts à l'antenne en 2015 et reçoit de nombreuses critiques positives ainsi qu'un succès commercial important. La série est numéro un sur les 18-49 ans, cible très prisée des diffuseurs et elle est regardée par près de 75 % des femmes afro-américaines. La musique est produite par le rappeur, chanteur et producteur à succès Timbaland et de nombreuses guests viennent renforcer les rangs de son casting et ainsi accroître sa visibilité.
Grâce à son travail sur la série, Taraji P. Henson confirme son statut et accède à une plus grande reconnaissance publique et critique. Elle est nommée aux Primetime Emmy Awards et remporte, entre autres, le Golden Globe de la meilleure actrice dans une série télé dramatique. Elle devient la troisième actrice afro-américaine à remporter ce prix après Gail Fisher (en 1972) et Regina Taylor (en 1992).

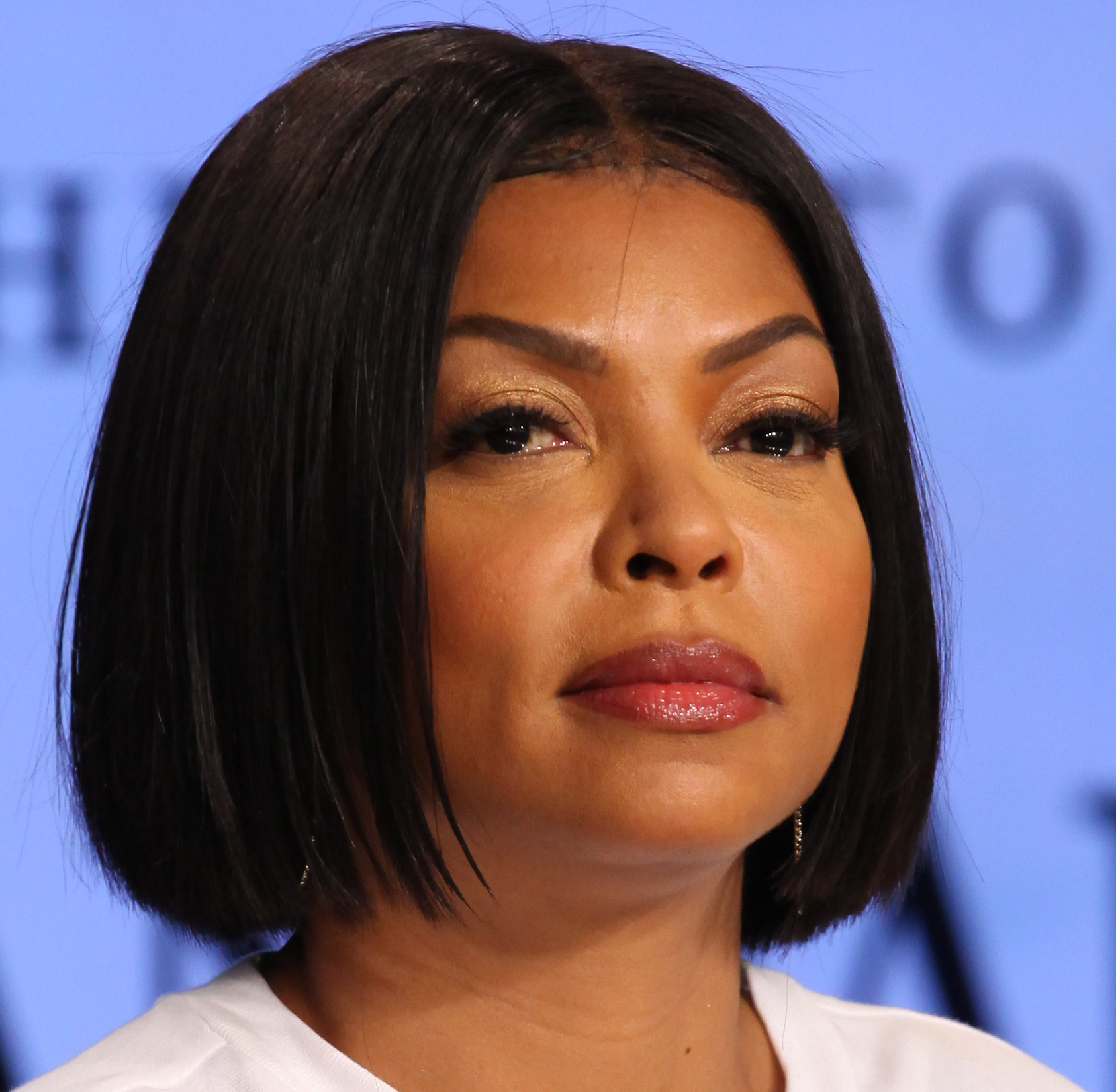
Taraji P. Henson, en 2017, pour une conférence de presse autour du film Les figures de l'ombre.

Début 2017, l'actrice incarne l'un des personnages principaux du film Les Figures de l'ombre aux côtés d'Octavia Spencer et de Janelle Monáe. Ce film s'inspire de l'histoire vraie de scientifiques afro-américaines de la Nasa pendant la conquête spatiale. L'ensemble du casting remporte la récompense principale lors de la cérémonie des Screen Actors Guild Awards de 2017. Le film est un succès au box-office et génère plus de 160 millions de dollars. Le casting est également récompensé lors des NAACP Image Awards, et Henson reçoit durant cette même cérémonie, le prix de la meilleure actrice dans une série dramatique pour son interprétation de Cookie Lyon dans Empire. En mai 2017, lors de la cérémonie des MTV Movie & TV Awards, Taraji P. Henson est récompensée pour sa participation au film Les Figures de l'ombre.
Forte de cette grande popularité, et alors que la série télévisée Empire se voit reconduite pour une cinquième saison, Henson obtient le rôle-titre dans le film d'action Proud Mary de Babak Najafi. Le film suit Mary, un impitoyable assassin, dont l'instinct maternel refait surface à la suite de sa rencontre avec Danny, un jeune garçon. Ensuite, elle retrouve l'acteur et réalisateur Tyler Perry pour le thriller dramatique Acrimony, où elle incarne une femme esseulée qui devient folle. Dans un registre plus léger, elle porte également la comédie Ce que veulent les hommes, remake de Ce que veulent les femmes de Nancy Meyers sorti en 2001, aux côtés de Max Greenfield.
Elle rejoint, dans le même temps, la distribution principale du drame historique The Best of Enemies aux côtés de comédiens tels que Sam Rockwell, Anne Heche et Wes Bentley.
Le 13 février 2019, elle est à l'affiche du film d'animation de Disney Ralph 2.0,.
Le 28 janvier 2019, elle décroche sa propre étoile sur le célèbre Hollywood Walk of Fame. La même année, la Fox annonce le renouvellement d'Empire pour une sixième saison, qui est également la dernière malgré de très bonnes audiences, la série étant le second programme le plus regardé du réseau.
En 2020, elle est le premier rôle féminin de la comédie d'action Coffee & Kareem, distribuée par Netflix, dans laquelle elle partage la vedette avec Ed Helms. Ensuite, elle signe un accord avec la société de production M88 afin de travailler sur le développement d'une série dérivée centrée sur le personnage emblématique de Cookie Lyon de la série Empire. Un autre projet de spin-off est un temps envisagé en 2017, avant d'être abandonné par la Fox. Pour ce projet, la société de production de l'actrice, TPH Entertainment s'associe avec le co-créateur de la série mère, Danny Strong.
En 2021, elle est l'une des nombreuses invités du film Muppets Haunted Mansion, aux côtés de Danny Trejo, Will Arnett, Chrissy Metz, John Stamos ou encore Darren Criss.
Taraji P. Henson a été nommée parmi les 100 personnes les plus influentes en 2024 par le Times Magazine, dans la catégorie icone.

### Vie personnelle

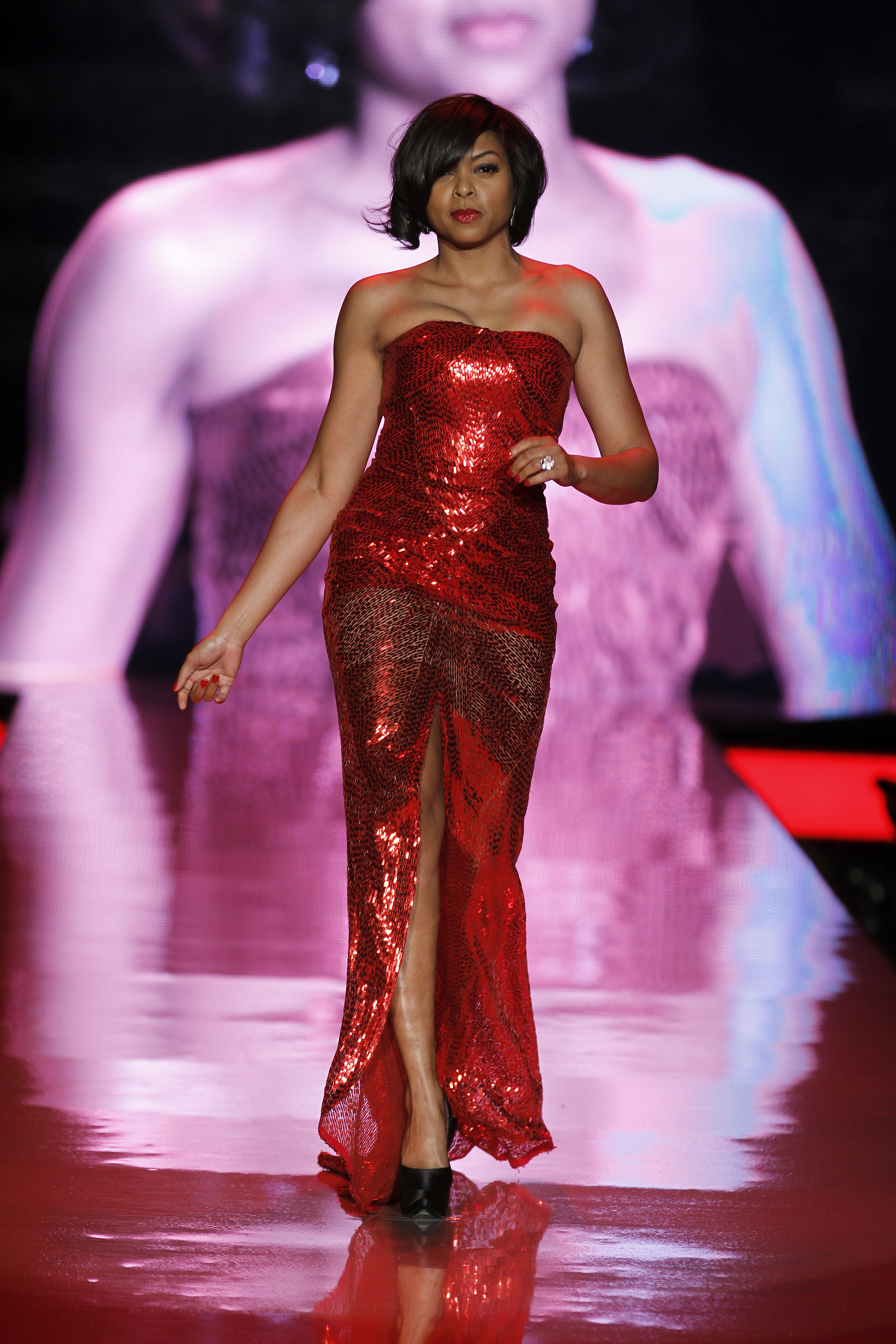
Taraji P. Henson, le 9 février 2011 lors d'une campagne de sensibilisation à l'égard des femmes atteintes de maladies cardiaques (National Hear - Campagne : The Heart Truth).

L'actrice fréquentait depuis le lycée, William Lamar Johnson. Elle donne naissance à leur fils, Marcell, en 1994. Le couple se sépare quelques années plus tard. Le 25 janvier 2003, au cours d'une altercation avec un couple, William est frappé et poignardé, dans la rue, au couteau, et ce à plusieurs reprises ; il succombe à ses blessures une heure après l'arrivée des secours. Les deux agresseurs sont reconnus coupables et écopent d'une peine de prison.
Elle se fiance en 2018 avec Kelvin Hayden, un ancien joueur de football américain, puis le couple se sépare en octobre 2020.

### Engagements
Depuis 2011, l'actrice fait partie du collectif PETA. Elle n'hésite pas à mettre en avant son image pour promouvoir ce mouvement et apparaît nue pour les campagnes promotionnelles en faveur du traitement éthique des animaux. En 2013, elle renouvelle son engagement.
L'actrice soutient également la communauté LGBT et elle participe, en février 2015, à la campagne NOH8.

### Autres activités
Taraji P. Henson fait ses débuts en tant que chanteuse sur la bande originale du film Hustle and Flow. Elle enregistre la chanson It's Hard out Here for a Pimp aux côtés du groupe de hip-hop Three 6 Mafia. La chanson remporte l'Oscar de la meilleure chanson originale en 2006, permettant au trois chanteurs de devenir le premier groupe de rap afro-américain à gagner dans cette catégorie. Elle est également l'interprète de la chanson In My Daughter's Eyes présente sur l'album Unexpected Dreams – Songs From the Stars au profit d'une association caritative.
L'actrice est également apparue dans des clips vidéos. En 2005, elle incarne la femme d'un meurtrier dans le clip Testify du rappeur Common, et elle joue la petite amie du chanteur Tyrese Gibson dans le clip de Stay, sorti en 2011.
Le 16 mars 2015, elle co-anime le show télévisé américain Live! aux côtés des présentateurs vedettes Kelly et Michael.
Fin août 2016, l'actrice lance sa collection de maquillage, en collaboration avec la marque MAC Cosmetics. En novembre de la même année, elle devient porte-parole de leur campagne Viva Glam aux côtés de son partenaire de la série Empire, Jussie Smollett. Tous les bénéfices sont reversés au profit de la lutte contre le VIH. Cette collection est présentée en février 2017. Plus de 400 millions de dollars ont été récoltés à ce jour par ce biais.

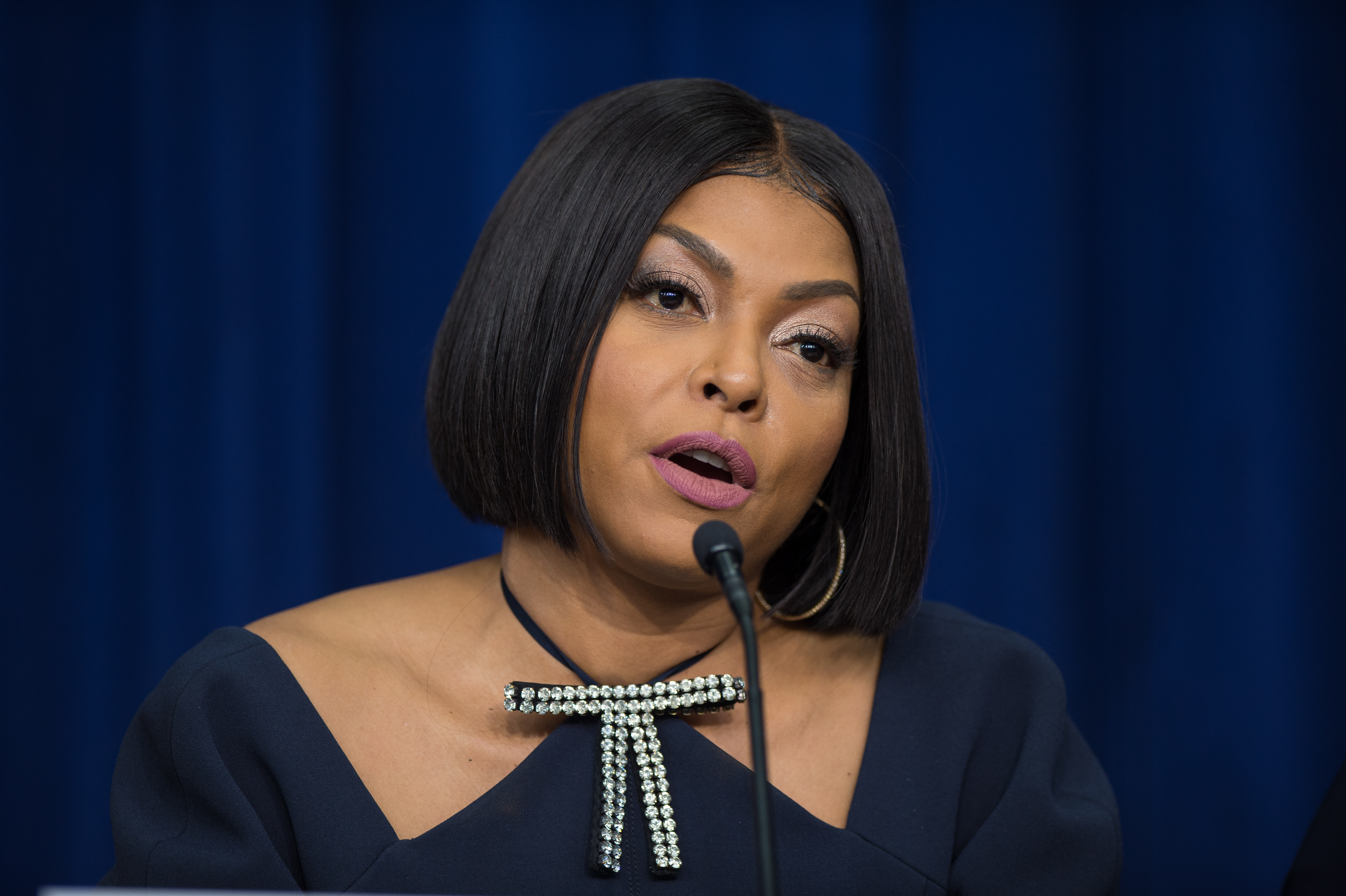
Taraji P. Henson à la Maison-Blanche en 2016, pour la promotion du film Les figures de l'ombre.

En octobre 2016, l'actrice publie ses mémoires, intitulés Around the Way Girl et publiées aux éditions Atria. Elle n'hésite pas à régler ses comptes avec la production du film L'Étrange Histoire de Benjamin Button : en effet, malgré le succès critique et commercial important de l’œuvre, Taraji P. Henson dénonce les inégalités de salaires entre elle et les autres acteurs, alors qu'elle en fut l'une des révélations. Dans son récit, elle témoigne également sur les violences conjugales, dont elle a été victime de la part de son ex-compagnon et père de son fils, quelques années avant son décès. Elle explique qu'ils étaient restés en contact pour ne pas priver son fils d'un père. Sans langue de bois, elle confie que le succès de la série Empire lui a permis d'investir dans l'immobilier et de devenir propriétaire d'une villa pour 6,4 millions de dollars, située dans le quartier chic d'Hollywood Hills. L'actrice revient également sur le divorce de ses parents et sur ses origines modestes : originaire d'un quartier pauvre et difficile du sud de Washington, elle assiste à de nombreuses disputes conjugales entre ses parents et parfois même à des actes de violences. Cependant, l'actrice confie que son père n'a jamais levé la main sur elle et qu'il restait un père « présent » et une « figure positive » durant son enfance.
En 2020, elle assure la présentation de la cérémonie de remise de prix des American Music Awards,.

## Filmographie

### Cinéma
- 1998 : Streetwise de Bruce Brown : Tammy
- 2000 : Les Aventures de Rocky et Bullwinkle de Des McAnuff : une étudiante gaucher
- 2001 : All or Nothing d'Adisa Jones : Kiko (vidéofilm)
- 2001 : Baby Boy de John Singleton : Yvette
- 2004 : Hair Show de Leslie Small : Tiffany
- 2005 : Hustle et Flow de Craig Brewer : Shug
- 2005 : Quatre Frères de John Singleton : Camille Mercer
- 2005 : Animal de David J. Burke : Ramona (Direct-To-Video)
- 2006 : Un goût de nouveauté (Something New) de Sanaa Hamri : Nedra
- 2006 : Mi$e à prix de Joe Carnahan : Sharice Watters
- 2007 : Talk to Me de Kasi Lemmons : Vernell Watson
- 2008 : The Family That Preys de Tyler Perry : Pam
- 2008 : L'Étrange Histoire de Benjamin Button de David Fincher : Queenie
- 2009 : Les Liens sacrés (Not Easily Broken) de Bill Duke : Clarice Clark
- 2009 : I Can Do Bad All by Myself de Tyler Perry : Avril
- 2009 : Hurricane Season de Tim Story : Dayna Collins
- 2010 : Crazy Night de Shawn Levy : Détective Arroyo
- 2010 : Once Fallen de Ash Adams : Pearl
- 2010 : Karaté Kid de Harald Zwart : Sherry Parker
- 2010 : Peep World de Barry W. Blaustein : Mary
- 2011 : The Good Doctor de Lance Daly : Infirmière Theresa
- 2011 : Il n'est jamais trop tard de Tom Hanks : B'Ella
- 2012 : Think Like a Man de Tim Story : Lauren
- 2013 : From the Rough de Pierre Badgley : Coach Catana Stark
- 2014 : Double Trahison de Sam Miller : Terry Granger
- 2014 : Think like a man too de Tim Story : Lauren
- 2014 : Top Five de Chris Rock : Elle-même
- 2016 : En cavale de Peter Billingsley : Samantha Thurman
- 2017 : Les Figures de l'ombre (Hidden Figures) de Theodore Melfi : Katherine Johnson
- 2018 : Proud Mary de Babak Najafi : Mary Goodwin
- 2018 : Acrimony (en) de Tyler Perry : Melinda
- 2018 : Ralph 2.0 de Phil Johnston et Rich Moore : Yesss (voix)
- 2019 : Ce que veulent les hommes (What Men Want) de Adam Shankman : Ali Davis
- 2019 : The Best of Enemies de Robin Bissell : Ann Atwater (en) : Ann Atwater
- 2020 : Coffee & Kareem de Michael Dowse : Vanessa Manning
- 2020 : En avant de Dan Scanlon : Sundra (voix)
- 2021 : Les Minions 2 : Il était une fois Gru de Kyle Balda : Belle Bottom (animation - voix originale)
- 2023 : La Pat' Patrouille : La Super Patrouille, le film (PAW Patrol: The Mighty Movie) de Cal Brunker : Victoria "Vee" Vance (voix)
- 2023 : La Couleur pourpre de Blitz Bazawule : Shug
- 2025 : À bout (Straw) de Tyler Perry : Janiyah Wiltkinson

### Télévision

#### Téléfilms
- 2000 : La Cinquième Sœur de Christopher Leitch : Paige
- 2001 : Arabesque : L'Heure de la justice de Anthony Pullen Shaw : Bess Pinckney (téléfilm tiré de la série)
- 2011 : Mon fils a disparu de Gary Harvey : Tiffany Rubin
- 2014 : Seasons of Love de Princess Monique : Jackie

#### Séries télévisées
- 1997 : The Parent 'Hood : Aida (1 épisode)
- 1997 : Sister, Sister : Briana (1 épisode)
- 1997 - 1998 : Le Petit Malin : Monique / Leslie (3 épisodes)
- 1998 : Urgences : Patrice Robbins / Elan (2 épisodes)
- 1998 : Sauvés par le gong : La Nouvelle Classe : une fille (1 épisode)
- 1998 - 1999 : Felicity : une étudiante d'art (2 épisodes)
- 1999 : Pacific Blue : Rhonda (1 épisode)
- 2000 : La Vie avant tout : Crystal (1 épisode)
- 2002 : Holla : invitée
- 2002 - 2004 : Division d'élite : Inspecteur Raina Washington (66 épisodes)
- 2004 : All of Us : Kim (1 épisode)
- 2005 : Half and Half : Gabrielle (1 épisode)
- 2005 : Dr House : Moira (1 épisode)
- 2006 : Les Experts : Christina (1 épisode)
- 2007 - 2008 : Boston Justice : Whitney Rome (saison 4, 17 épisodes)
- 2008 : Eli Stone : Angela Scott (3 épisodes)
- 2010 : The Cleveland Show : Chanel (1 épisode)
- 2011 - 2015 : Person of Interest : le lieutenant Joss Carter (55 épisodes)
- 2015 - 2020 : Empire : Cookie Lyon (rôle principal - 102 épisodes)
- 2017 : Les Simpson : Praline (voix, saison 28, épisodes 12 et 13)
- 2019 : Tuca & Bertie : Terry (voix, 1 épisode)
- 2022 : Abbott Elementary : Vanetta Teagues

#### Clips
- 2005 : Testify de Common
- 2008 : Just Like Me de Jamie Foxx
- 2011 : Stay de Tyrese Gibson
- 2012 :Tonight (Best You Ever Had) ft. Ludacris de John Legend

### Productrice
- 2014 : Double Trahison de Sam Miller : productrice exécutive
- 2014 : Seasons of Love de Princess Monique (téléfilm) : productrice exécutive
- 2015 : Taraji and Terrence's White Hot Holidays de Joe DeMaio et Don Mischer (émission de télévision) : productrice exécutive
- 2016 : Taraji's White Hot Holidays de Joe DeMaio et Bruce Leddy (émission de télévision) : productrice
- 2017 : Taraji's White Hot Holidays de Bruce Leddy (émission de télévision) : productrice
- 2018 : Proud Mary de Babak Najafi : productrice déléguée
- 2019 : Ce que veulent les hommes (What Men Want) de Adam Shankman : productrice exécutive

### Réalisatrice
- 2020 : Saison 6 d'Empire, épisode 13
- 2021 : Tell It Like a Woman

## Distinctions

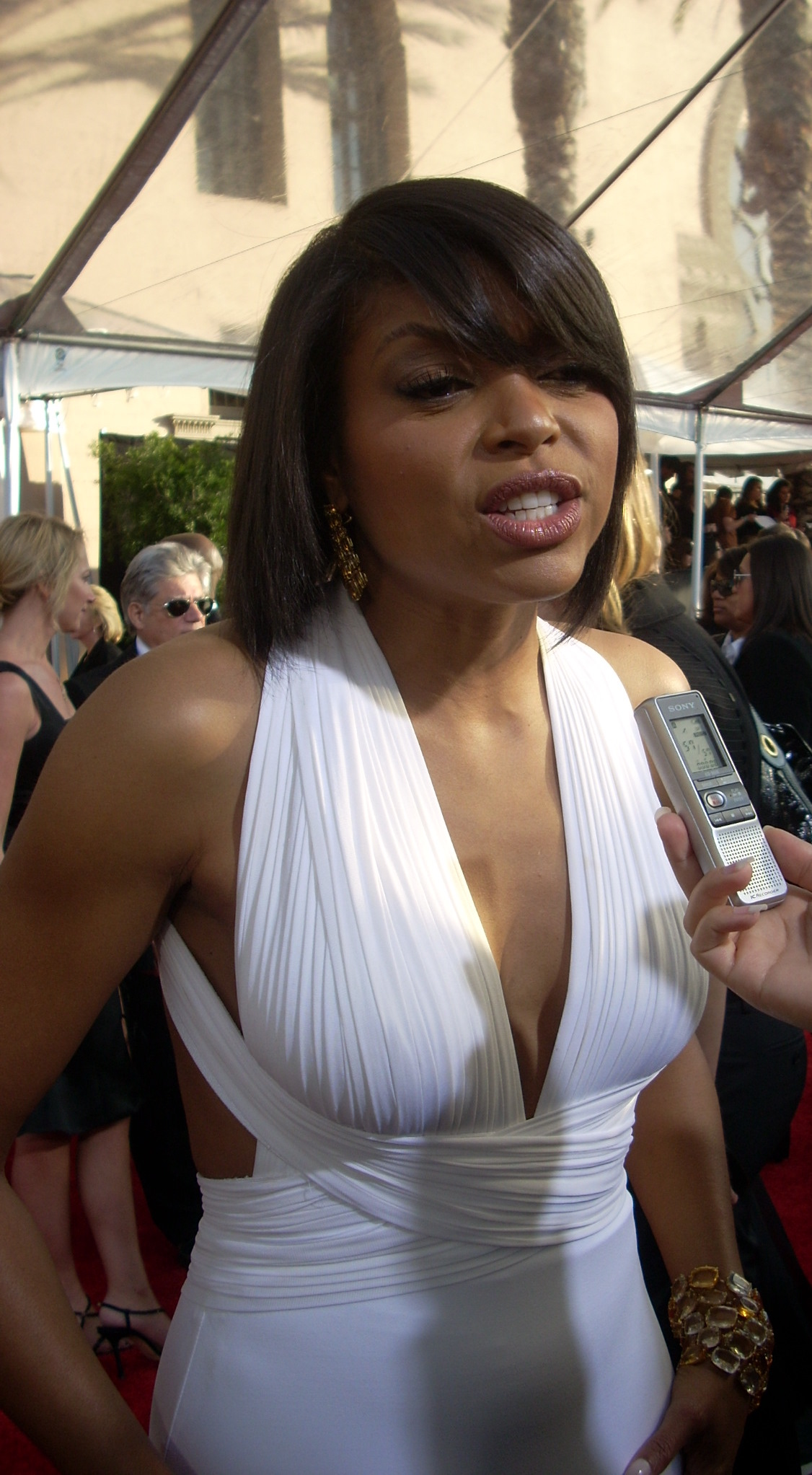
Taraji P. Henson lors de la cérémonie des Screen Actors Guild Awards 2009.

Sauf indication contraire ou complémentaire, les informations mentionnées dans cette section proviennent de la base de données IMDb.

### Récompenses
- Locarno International Film Festival 2001 : Mention spéciale pour Baby Boy
- Black Movie Awards 2005 : Meilleure actrice dans un second rôle pour Hustle et Flow
- BET Awards 2006 :
  - Meilleure actrice pour Hustle & Flow
  - Meilleure actrice pour Four Brothers
  - Meilleure actrice pour Something New
- Black Reel Awards 2006 : Meilleure actrice dans un second rôle pour Hustle et Flow
- Gotham Independent Film Awards 2007 : Meilleure distribution pour Talk to Me
- Austin Film Critics Association Awards 2008 : Meilleure actrice dans un second rôle pour L'Étrange Histoire de Benjamin Button
- BET Awards 2009 :
  - Meilleure actrice pour Not Easily Broken
  - Meilleure actrice pour The Family That Preys
  - Meilleure actrice pour L'étrange histoire de Benjamin Button
- NAACP Image Awards 2009 : Meilleure actrice dans un second rôle pour L'Étrange Histoire de Benjamin Button
- CinEuphoria Awards (es) 2010 : Meilleure actrice dans un second rôle pour L'étrange histoire de Benjamin Button

- BET Awards 2011 :
  - Meilleure actrice pour The Karate Kid
  - Meilleure actrice pour Taken from Me: The Tiffany Rubin Story
- Black Reel Awards 2012 : Meilleure actrice dans une mini série ou un téléfilm pour Mon fils a disparu
- Festival international du film de Locarno 2012 : Mention spéciale pour Baby Boy
- NAACP Image Awards 2012 : Meilleure actrice dans une mini série ou un téléfilm pour Mon fils a disparu
- NAACP Image Awards 2014 : Meilleure actrice de série télé dramatique dans un second rôle pour Person of Interest
- BET Awards 2015 :
  - Meilleure actrice pour Empire
  - Meilleure actrice pour No Good Deed
  - Meilleure actrice pour Think like a man too
  - Meilleure actrice pour From the Rough
- Critics' Choice Television Awards 2015 : Meilleure actrice dans une série dramatique pour Empire
- NAACP Image Awards 2015 :
  - Meilleure actrice pour No Good Deed
  - Artiste de l'année
- Online Film Critics Society Awards 2015 : Meilleure actrice dans une série dramatique pour Empire
- BET Awards 2016 : Meilleure actrice pour Empire
- Gay and Lesbian Entertainment Critics Association (GALECA Awards) 2016 : Interprétation à la télévision de l'année pour Empire
- Golden Globes 2016 : Meilleure actrice dans une série dramatique pour Empire
- NAACP Image Awards 2016 : Meilleure actrice dans une série dramatique pour Empire
- BET Awards 2017 :
  - Meilleure actrice pour Empire
  - Meilleure actrice pour Les figures de l'ombre
- MTV Movie & TV Awards 2017 : Meilleur héros pour Les Figures de l'ombre
- NAACP Image Awards 2017 :
  - Meilleure actrice dans une série dramatique pour Empire
  - Meilleure distribution pour Les Figures de l'ombre
- Festival international du film de Palm Springs 2017 : Meilleure distribution pour Les figures de l'ombre
- Satellite Awards 2017 : Meilleure distribution pour Les Figures de l'ombre
- Screen Actors Guild Award 2017 : Meilleure distribution pour Les Figures de l'ombre
- 49e cérémonie des NAACP Image Awards 2018 : Meilleure actrice dans une série dramatique pour Empire
- 50e cérémonie des NAACP Image Awards 2019 : meilleure actrice dans une série télévisée dramatique pour Empire

### Nominations
- Black Reel Awards 2002 : Meilleure actrice pour Baby Boy
- Washington D.C. Area Film Critics Association 2005 : Meilleure actrice dans un second rôle pour Hustle et Flow
- Black Reel Awards 2006 :
  - Meilleure distribution pour Hustle et Flow
  - Meilleure distribution pour Quatre frères
- MTV Movie Awards 2006 :
  - Révélation féminine pour Hustle et Flow
  - Meilleur baiser, partagé avec Terrence Howard pour Hustle et Flow
- NAACP Image Awards 2006 : Meilleure actrice dans un second rôle pour Hustle et Flow
- Online Film Critics Society Awards 2006 : Meilleure musique pour Hustle and Flow
- Screen Actors Guild Award 2006 : Meilleure distribution pour Hustle et Flow
- Satellite Awards 2007 : Meilleure Actrice dans un second rôle - Drame pour Talk to Me

- Alliance of Women Film Journalists 2008 : Meilleure actrice dans un second rôle pour L'Étrange Histoire de Benjamin Button
- Awards Circuit Community Awards (ACCA Awards) 2008 :
  - Meilleure actrice dans un second rôle pour L'Étrange Histoire de Benjamin Button
  - Meilleure distribution pour L'étrange histoire de Benjamin Button
- Black Reel Awards 2008 : Meilleure actrice dans un second rôle pour L'Étrange Histoire de Benjamin Button
- Dallas-Fort Worth Film Critics Association 2008 : Meilleure actrice dans un second rôle pour L'Étrange Histoire de Benjamin Button
- Houston Film Critics Society Awards 2008 : Meilleure actrice dans un second rôle pour L'Étrange Histoire de Benjamin Button
- NAACP Image Awards 2008 : Meilleure actrice pour Talk to Me
- Screen Actors Guild Award 2008 : Meilleure distribution pour une série télévisée dramatique pour Boston Justice
- Critics' Choice Movie Awards 2009 :
  - Meilleure distribution pour L'Étrange Histoire de Benjamin Button
  - Meilleure actrice dans un second rôle pour L'Étrange Histoire de Benjamin Button
- Gold Derby Awards 2009 : Meilleure distribution pour L'étrange histoire de Benjamin Button
- Italian Online Movie Awards (IOMA Awards) 2009 : Meilleure actrice dans un second rôle pour L'Étrange Histoire de Benjamin Button
- MTV Movie Awards 2009 : Meilleure actrice pour L'étrange histoire de Benjamin Button
- Oscars 2009 : Meilleure actrice dans un second rôle pour L'Étrange Histoire de Benjamin Button
- Screen Actors Guild Award 2009 :
  - Meilleure distribution pour une série télévisée dramatique pour Boston Justice
  - Meilleure distribution pour L'Étrange Histoire de Benjamin Button
  - Meilleure actrice dans un second rôle pour L'Étrange Histoire de Benjamin Button

- BET Awards 2010 : Meilleure actrice pour I can do bad all by myself
- Black Reel Awards 2010 : Meilleure actrice pour I can do bad all by myself
- NAACP Image Awards 2010 : Meilleure actrice pour I can do bad all by myself
- Gold Derby Awards 2011 : Meilleure actrice à la télévision pour Mon fils a disparu
- Online Film Critics Society Awards 2011 : Meilleure actrice dans une mini série ou un téléfilm pour Mon fils a disparu
- Primetime Emmy Award 2011 : Meilleure actrice dans une mini-série ou un téléfilm pour Mon fils a disparu
- Satellite Awards 2011 : Meilleure actrice dans une mini-série ou un téléfilm pour Mon fils a disparu
- BET Awards 2012 :
  - Meilleure actrice pour Person of Interest
  - Meilleure actrice pour Larry Crowne
- NAACP Image Awards 2012 : Meilleure actrice dans une série dramatique pour Person of Interest
- BET Awards 2013 :
  - Meilleure actrice pour Person of Interest
  - Meilleure actrice pour Think like a man
- IGN Summer Movie Awards 2013 : Meilleure héros de télévision pour Person of Interest
- NAACP Image Awards 2013 : Meilleure actrice dans un second rôle pour Think like a man
- Gold Derby Awards 2015 :
  - Meilleure actrice dans une série dramatique pour Empire
  - Artiste de l'année
- Primetime Emmy Award 2015 : Meilleure actrice dans une série dramatique pour Empire
- Satellite Awards 2015 : Meilleure actrice dans une série dramatique pour Empire
- Teen Choice Awards 2015 :
  - Meilleure actrice dans une série télévisée dramatique pour Empire
  - Meilleure distribution pour Empire
- Awards Circuit Community Awards (ACCA Awards) 2016 : Meilleure distribution pour Les figures de l'ombre
- Critics' Choice Television Awards 2016 : Meilleure actrice dans une série dramatique pour Empire
- Las Vegas Film Critics Society Awards 2016 (Sierra Awards) : Meilleure actrice pour Les figures de l'ombre
- Online Film Critics Society Awards 2016 : Meilleure actrice dans une série dramatique pour Empire
- Primetime Emmy Award 2016 : Meilleure actrice dans une série dramatique pour Empire
- Satellite Awards 2016 : Meilleure actrice pour Les figures de l'ombre
- Teen Choice Awards 2016 : Meilleure actrice dans une série télévisée dramatique pour Empire
- Black Reel Awards 2017 :
  - Meilleure actrice pour Les figures de l'ombre
  - Meilleure actrice dans une série dramatique pour Empire
- Gold Derby Awards 2017 : Meilleure distribution pour Les figures de l'ombre
- MTV Movie & TV Awards 2017 :
  - Meilleure actrice pour Les figures de l'ombre
  - Meilleur baiser, partagé avec Terrence Howard pour Empire
- People's Choice Awards 2017 : Meilleure actrice dans une série dramatique pour Empire
- Saturn Awards 2017 : Meilleure actrice pour Les Figures de l'ombre
- 2017 : Teen Choice Awards de la Meilleure actrice dans un film dramatique pour Les Figures de l'ombre
- BET Awards 2018 :
  - Meilleure actrice pour Acrimony
  - Meilleure actrice pour Proud Mary
  - Meilleure actrice pour Empire
- Black Reel Awards 2019 : meilleure performance de doublage pour Ralph 2.0
- Hawaii Film Critics Society 2019 : meilleure performance de doublage pour Ralph 2.0
- BET Awards 2019 : Meilleure actrice pour Empire

## Voix francophones
En France, Annie Milon est la voix française régulière de Taraji P. Henson.
Au Québec, elle est régulièrement doublée par Camille Cyr-Desmarais.